# WS FTP
WS_FTP(WinSock File Transfer Protocol)는 Ipswitch가 개발한 보안 파일 전송 소프트웨어 패키지이다. Ipswitch는 매사추세츠주에 위치한 1991년에 설립된 소프트웨어 제작사이며 네트워킹과 파일 공유에 집중한다. WS_FTP는 FTP 서버와 FTP 클라리언트로 구성되며 전 세계 40,000,000명 이상의 사용자를 보유하고 있다.